# Ștefan Pănoiu
Ștefan Călin Pănoiu (n. 23 septembrie 2002, Râmnicu Vâlcea, România) este un fotbalist român, care joacă pe post de mijlocaș central la Botoșani în SuperLiga României. Pe plan internațional, are prezențe la națională pentru România Sub-21.

## Cariera în club

### Rapid București
A început fotbalul în orașul natal , Ramnicul Valcea in 2008 la Hidro Râmnicu Vâlcea unde a făcut junioratul până în 2017 mutându-se la SCM Râmnicu Vâlcea unde după un an a ajuns la Rapid Bucuresti . Acesta a luat nota 10 la examenul de bacalaureat din anul 2021 .A debutat în Liga I cu Rapid București împotriva Chindiei Târgoviște pe 18 iulie 2021.

## Statistici de carieră

### Club
De la meciul jucat pe 9 mai 2022
| Club            | Sezon         | Campionat     | Campionat | Campionat | Cupa Națională | Cupa Națională | Europa    | Europa | Altele    | Altele | Total     | Total  |
| Club            | Sezon         | Divizia       | Aplicații | Goluri    | Aplicații      | Goluri         | Aplicații | Goluri | Aplicații | Goluri | Aplicații | Goluri |
| --------------- | ------------- | ------------- | --------- | --------- | -------------- | -------------- | --------- | ------ | --------- | ------ | --------- | ------ |
| Rapid București | 2018-19       | Liga a III-a  | 4         | 0         | 0              | 0              | 0         | 0      | 0         | 0      | 4         | 0      |
| Rapid București | 2019–20       | Liga II       | 12        | 0         | 3              | 0              | 0         | 0      | 0         | 0      | 15        | 0      |
| Rapid București | 2020–21       | Liga II       | 26        | 3         | 0              | 0              | 0         | 0      | 0         | 0      | 26        | 3      |
| Rapid București | 2021–22       | Liga I        | 24        | 1         | 1              | 0              | 0         | 0      | 0         | 0      | 25        | 1      |
| Total cariera   | Total cariera | Total cariera | 66        | 4         | 4              | 0              | 0         | 0      | 0         | 0      | 70        | 4      |

## Palmares
Rapid București
- Liga III : 2018-19

## Link- uri externe
- Ștefan Pănoiu la Soccerway
- Ștefan Pănoiu la lpf.ro
- Profil oficial FC Rapid Arhivat în 27 mai 2022, la Wayback Machine.